# Creehan-Kliff
Das Creehan-Kliff ist ein Felsenkliff im westantarktischen Marie-Byrd-Land. Es ragt 10 km ostnordöstlich des Richmond Peak auf der Nordseite des Toney Mountain auf.
Der United States Geological Survey kartierte das Kliff anhand eigener Vermessungen und Luftaufnahmen der United States Navy aus den Jahren von 1959 bis 1971. Das Advisory Committee on Antarctic Names benannte es 1976 nach Leutnant Patrick E. Creehan von den Reservestreitkräften der US Navy, der während der Operation Deep Freeze der Jahre 1971 und 1972 als Chirurg bei der Flugstaffel VXE-6 tätig war. Geomagnetologe und Seismologe auf der Byrd-Station im antarktischen Winter des Jahres 1966.